# 缩小膜壳绦虫
缩小膜壳绦虫（學名：Hymenolepis diminuta）是一種食源性寄生虫, 屬於绦虫纲圓葉目，可引致膜壳绦虫病（hymenolepiasis）。這種絛蟲以昆蟲作中間宿主，最終會感染人類。成蟲體長約20到60 cm。

## 外部連結
- 維基物種上的相關：缩小膜壳绦虫